# Lonlolo
Lonlolo ist eine osttimoresische Aldeia im Suco Molop (Verwaltungsamt Bobonaro, Gemeinde Bobonaro). 2015 lebten in der Aldeia 547 Menschen.

## Geographie
Lonlolo liegt im Norden des Sucos Molop. Östlich befindet sich die Aldeia Anapal, südlich die Aldeia Omelai und westlich die Aldeia Omelai. Im Norden grenzt Lonlolo an den Suco Sibuni und im Nordosten an den Suco Lour. Die Grenze zu Lour bildet der Loumea. Sein Nebenfluss, der Pa, durchquert die Aldeia Lonlolo.
Am Nordufer des Pa liegt im Westen der Aldeia das Dorf Lonlolo, der Hauptort des Sucos. Neben dem Sitz des Sucos befinden sich hier eine Kapelle, ein Friedhof und eine Grundschule. Auf der anderen Seite des Flusses liegt gegenüber das kleine Dorf Bo’o.

## Politik
2023 wurde Julião Saldanha zum Chefe de Aldeia gewählt.